# Tjelvar Eriksson
Tjelvar Eriksson, född Olof Tjälvar Erik Eriksson 14 april 1971 i Lund, är en svensk skådespelare.

## Biografi
Eriksson studerade vid Teaterhögskolan i Göteborg 2000–2004. Han TV-debuterade i serien Sjätte dagen 2001 och därefter följde medverkan i TV-serien Orka! Orka! 2004 och filmen Steget efter 2005.

## Filmografi
- 2001 – Sjätte dagen (TV-serie)
- 2004 – Orka! Orka! (TV-serie)
- 2005 – Steget efter

## Teater

### Roller (ej komplett)
| År   | Roll       | Produktion          | Regi            | Teater                |
| ---- | ---------- | ------------------- | --------------- | --------------------- |
| 2005 | Medvedenko | Måsen Anton Tjechov | Carolina Frände | Göteborgs Stadsteater |